# موزو
موزو (انگلیسی: Muzo) یکی از شهرهای کشور کلمبیا است.